# Tetranitrato de eritritol
Tetranitrato de eritritol (ETN) é um composto explosivo quimicamente similar ao PETN. Apesar de sua grande potência é pouco interessante em Explosivos militares ,devido a sua sensibilidade alta demais para armamentos de guerra e é mais caro industrialmente que o PETN ,preferindo se assim o PETN em Explosivos militares , por outro lado o ETN é mais interessante que o PETN , pois o ETN tem baixo ponto de fusão 61°C , oque permite fundir e moldar em adequadamente na máxima densidade no invólucro do artefacto , além do mais o ETN tem balanço de oxigênio positivo, que significa a presença de Oxigênio gasoso mesmo após a detonação , esse Oxigênio extra pode ser útil na oxidação de um alumínio em pó , titânio em pó ou então TNT ou RDX mesclado ao ETN , dando lhe assim , mais energia descarregada durante apenas no curto tempo da detonação , o tornando mais poderoso .
O Tetranitrato de Eritritol ( ETN) é tóxico e apresenta toxicidade vasodilatadora igual ao da nitroglicerina ,a exposição prolongada a ésteres nítricos causa danos sérios a saúde .
Nitratos de alquila relacionados são Nitrato de metila ,Dinitrato de glicol ,Nitroglicerina, Tetranitrato de pentaeritrina .

## Propriedades [ editar código-fonte ]
ETN tem uma velocidade de detonação relativamente alta de 8206 m/s a uma densidade de 1,7219 (±0,0025) g/cm 3 .  É de cor branca e inodoro. ETN é comumente fundido em misturas com outros altos explosivos . É um pouco sensível a choques e fricção, por isso é preciso ter cuidado ao manuseá-lo. ETN dissolve-se prontamente em acetona e outros solventes cetônicos . A sensibilidade ao impacto e à fricção é ligeiramente superior à sensibilidade do tetranitrato de pentaeritritol (PETN). A sensibilidade do fundido fundido e do ETN prensado é comparável. Os nitratos inferiores de eritritol, como o trinitrato de eritritol, são solúveis em água, portanto não contaminam a maioria das amostras de ETN.
Assim como o PETN, o ETN é conhecido por ter uma vida útil muito longa. Estudos que observaram diretamente a estrutura cristalina não observaram sinais de decomposição após quatro anos de armazenamento em temperatura ambiente. O ETN tem um ponto de fusão de 61 °C, em comparação com o PETN, que tem um ponto de fusão de 141,3 °C. Estudos recentes da decomposição de ETN sugeriram uma etapa de limitação de velocidade unimolecular na qual a ligação O-NO 2 é clivada e inicia a sequência de decomposição. 
ETN pode e deve ser recristalizado, para remover os ácidos presos da síntese. Etanol ou metanol morno é um solvente viável (próximo a 10 g de ETN/100 ml de EtOH). O ETN irá precipitar como grandes plaquetas com densidade aparente de cerca de 0,3 g/cm 3 (material fofo) quando a solução ETN/etanol for rapidamente derramada em vários litros de água fria. Cristais menores e finos são produzidos pela adição lenta de água na referida solução de ETN/etanol com mistura intensa. Cristais muito finos podem ser preparados por resfriamento por choque de uma solução quente de ETN/etanol em um banho de resfriamento abaixo de -20 °C. O ETN pode ser facilmente pressionado manualmente até cerca de 1,2 g/cm 3 (com um leve risco de detonação acidental).
Mesmo pequenas amostras de ETN na ordem de 20 mg podem causar explosões relativamente poderosas que beiram a detonação quando aquecidas sem confinamento, por exemplo, quando colocadas sobre uma camada de folha de alumínio e aquecidas com chama por baixo.
O ETN pode ser fundido em água morna (cerca de 65 °C). Ligeira decomposição é possível (geralmente exibida pela mudança de cor de branco para amarelo muito claro). No entanto, nenhum relato de reações descontroladas levando à explosão foi confirmado (ao fundir usando apenas um balde de água morna e ETN recristalizado). O ETN fundido, se resfriado lentamente por um período de 10 a 30 minutos, tem densidade de 1,70 g/cm 3 , velocidade de detonação de 8.040 m/s e pressão de detonação P cj de cerca de 300 kbar. Sua brisance é muito maior que a do Semtex (cerca de 220 kbar, dependendo da marca)  Misturas de ETN fundido com PETN (cerca de 50:50% em peso) são os explosivos mais brilhantes que podem ser produzidos por amadores moderadamente equipados. Essas misturas têm P cj ligeiramente acima de 300 kbar e velocidade de detonação acima de 8 km/s. Isso está próximo ao máximo de explosivos militares em campo como LX-10 ou EDC-29 (cerca de 370 kbar e próximo a 9 km/s). 
ETN é frequentemente plastificado usando aglutinantes de PIB /óleo sintético (muito comparável ao sistema aglutinante em C4 ) ou usando ésteres nítricos líquidos. Os explosivos plásticos à base de PIB são atóxicos e completamente comparáveis ao C4 ou Semtex com P cj de 200–250 kbar, dependendo da densidade (influenciada pelo tamanho do cristal, quantidade de aglutinante e quantidade de laminação final). Os sistemas EGDN /ETN/ NC são tóxicos ao toque, bastante sensíveis ao atrito e ao impacto, mas geralmente um pouco mais potentes que o C4 (P cj de cerca de 250 kbar e E det de 5,3 MJ/kg) e mais potentes que o Semtex (P cj de cerca de 220 kbar e Edet abaixo de 5 MJ/kg) com P cj de cerca de 250–270 kbar e E det de cerca de 6 MJ/kg. [ citação necessária ] Observe que diferentes softwares explosivos [ esclarecimentos necessários ] e diferentes testes experimentais produzirão pressões de detonação absolutas que podem variar em 5% ou mais com as proporções relativas sendo mantidas.
125 g de explosivo plástico à base de ETN com sistema aglutinante EGDN/NC/cânfora com creme em cima
O ETN fundido dá resultados inválidos no teste de Hess, ou seja, a deformação é maior que 26 mm, com o cilindro de chumbo completamente destruído. O Semtex 1A fornece apenas 21 mm no mesmo teste, ou seja, o ETN fundido é pelo menos 20% mais brilhante do que o Semtex 1A. 
Explosivos plásticos ETN fundidos ou de alta densidade/baixo conteúdo inerte são um dos materiais em "listas de vigilância" para o terrorismo.

## Equilíbrio de oxigênio [ editar fonte ]
Uma qualidade deste explosivo, que o PETN não possui, é um balanço positivo de oxigênio , o que significa que o ETN possui oxigênio mais do que suficiente em sua estrutura para oxidar totalmente todo o seu carbono e hidrogênio após a detonação . Isso pode ser visto na equação química esquemática abaixo.
2 C 4 H 6 N 4 O 12 → 8 CO 2 + 6 H 2 O + 4 N 2 + 1 O 2
Enquanto o PETN se decompõe em:
2 C 5 H 8 N 4 O 12 → 6 CO 2 + 8 H 2 O + 4 N 2 + 4 CO
O monóxido de carbono (CO) ainda requer oxigênio para completar a oxidação a dióxido de carbono (CO 2 ). Um estudo detalhado da química de decomposição de ETN foi recentemente elucidado. 
Assim, para cada dois mols de ETN que se decompõem, um mol livre de O 2 é liberado. Esse oxigênio pode ser usado para oxidar um pó de metal adicionado ou um explosivo com deficiência de oxigênio, como TNT ou PETN. Uma equação química de como o oxigênio do ETN com o PETN oxida é mostrada abaixo. O oxigênio extra do ETN oxida o monóxido de carbono (CO) a dióxido de carbono (CO 2 ).
2 C 4 H 6 N 4 O 12 + 1 C 5 H 8 N 4 O 12 → 13 CO 2 + 10 H 2 O + 6 N 2

## Manufatura [ editar fonte ]
Como outros polióis nitrados , o ETN é produzido pela nitração do eritritol por meio da mistura de ácido sulfúrico concentrado e um sal de nitrato ou usando uma mistura de ácido sulfúrico e nítrico           
1. ↑  O tetranitrato de eritritol foi sintetizado pela primeira vez pelo químico britânico John Stenhouse (1809-1880) em 1849. Ele extraiu o açúcar simples eritritol (que ele chamou de "eritroglucina") do líquen e então estudou sua química. Ver: John Stenhouse (1 de janeiro de 1849) "Exame dos princípios aproximados de alguns dos líquenes. Parte II," Philosophical Transactions of the Royal Society (Londres) , vol. 139, páginas 393-401. Reimpresso em alemão como: John von Stenhouse (1849) "Über die näheren Bestandtheile einige Flechten," Justus Liebigs Annalen der Chemie und Pharmacie , vol. 70, não. 2, páginas 218-228. Versão condensada (em alemão): John Stenhouse (12 de setembro de 1849) "Über die näheren Bestandtheile einige Flechten,"Pharmaceutisches Centralblatt , vol. 20, não. 40, páginas 625–628 .

^Salte para:a b 

^Salte para:a b
^
^
^ https://permalink.lanl.gov/object/tr?what=info:lanl-repo/lareport/LA-UR-09-04939 [ URL simples PDF ]
^